# Salah Al Hamdani
Salah Al Hamdani, poète francophone et homme de théâtre français d’origine irakienne, est né en 1951 à Bagdad. Exilé depuis 1975 en France, il a été opposant à la dictature de Saddam Hussein, à ses guerres et à l’occupation anglo-américaine de l’Irak.

## Biographie
Salah Al Hamdani connaît la torture et la prison en Irak. Nourri par l’œuvre d’Albert Camus[Interprétation personnelle ?] (Le mythe de Sisyphe), c’est la France qu’il choisit pour terre d’exil en 1975. Il n’a revu sa famille et Bagdad qu’après la chute du dictateur en 2004. Dans ses actes et ses écrits, il s’engage contre la dictature, les guerres et le terrorisme. Après avoir commencé à écrire en prison politique en Irak vers l’âge de 20 ans, c’est en France qu’il devient ensuite l’auteur d’une soixantaine d’ouvrages en arabe ou en français (poésies, nouvelles et récits) dont plusieurs sont traduits de l’arabe avec Isabelle Lagny.
Certains textes ont été diffusés en arabe dans des journaux interdits en Irak à l’époque de la dictature (entre autres : Tareeq Ashaab ; Al Mada ; Thakafa Jadida ; Azzaman ; Risalat Al Irak. etc.)
En 2021, il prend position politiquement en estimant que le Passe sanitaire viole le secret médical.

### Acteur et metteur en scène
Il a joué dans plusieurs films au cinéma, notamment Le grand péril d’Arnaud Desplechin en 1983, L’Outrage aux mots de Patrick Brunie d’après un texte de Bernard Noël, en 1985. Il fut également comédien et dialoguiste du documentaire-fiction Bagdad On/Off de Saad Salman en 2002. Il avait commencé au théâtre dans les rôles d’Enkidou dans Gilgamesh, au Théâtre national de Chaillot, mise en scène de Victor Garcia en 1979 ; Ahmed dans La tour de la Défense de Copi mis en scène par Claude Confortès, en 1981 ; le déterreur dans Le déterreur de Mohammed Khaïr-Eddine mise en scène de Jacky Azencott en 1981. Il fut plus tard Walid dans Kofor Shama, avec la troupe El Hakawatti du Théâtre palestinien de Jérusalem en tournée européenne, mise en scène de François Abou Salem, 1988.
Comme metteur en scène, il a adapté pour la scène en France, des poèmes de Yánnis Rítsos (Le silence n’est pas rose, il est blanc, 1985) ainsi qu'en Espagne, ses propres textes (El Hombre Rectangulo, 1986).
Après 2000, outre sa participation à de nombreuses lectures poétiques en France et à l’étranger, il a conçu des spectacles mêlant musique et poésie : avec la comédienne Frédérique Bruyas et le compositeur de luth oriental, Ahmed Muktar, Bagdad à ciel ouvert, textes de S. Al Hamdani, création au centre culturel Charlie Chaplin, Vaulx-en-Velin en 2007 ; avec Catherine Warnier, violoncelliste, Ce qu’il reste de lumière, J-S Bach et S. Al Hamdani, création au Château d’Assas en 2008 ; avec Arnaud Delpoux, musicien, dans Voyage au bout des doigts, 2012 ; avec Kamylia Jubran, musicienne, La mère, La mer, festival 2012
Entre 2011 et 2013 il participe en tant que poète et comédien (lecture poétique) en tournée nationale, au spectacle poétique et musical Orient mon amour conçu autour de ses propres poèmes, par Bruno Girard, violoniste du groupe Bratsch.
Certains de ses poèmes ont été mis en musique et interprétés par Hervé Martin (2004), Bruno Girard, Kamylia Jubran (2010-2012), Roula Safar (2011) et Arnaud Delpoux (2012-2013).

## Œuvres
(novembre 2018).

### Poésie
- Carta de amor a Palestina de Salah Al Hamdani; Traducción de Leandro Calle. Coedición Ediciones del Callejόn & Clarice, Córdoba – Argentina, 2025.
- Palestine je te chéris, poème, et des dessins de Yousif Naser, avec une postface d'Isabelle Lagny, Éditions Al Manar, Paris, 2025.
- Bagdad mon amour suivi de Bagdad à ciel ouvert, poèmes, Éditions du Cygne,  (ISBN 978-2-84924-771-6) Paris), 2024 (4e édition).
- La cendre de l’instant, poèmes (bilingue français-espagnol), traduction du français par Fuensanta Alonso et Federico de Arce, Éditions Huerga y Fierro, Madrid-Espagne, 2023.
- Récolte d’exil, Anthologie poétique 1979-2023, Collection Poètes trop effacés, Éditions Le nouvel Athanor, Paris, 2023.
- J’ai vu, poèmes (bilingue français-arabe) traduction de l’arabe par l’auteur et Isabelle Lagny, Éditions La Kainfristanaise, Lieusaint, 2023.  ·
- L'arche de la révolte, poèmes, Éditions Le Nouvel Athanor, Paris, 2022.
- Ce qu'il reste de lumière suivi de Au large de Douleur, poèmes, nouvelle édition, Les Éditions Sauvages, Carhaix, 2020.
- L'arrogance des jours, poèmes, traduction de l’arabe (Irak) par l’auteur en collaboration avec Isabelle Lagny, couverture et illustrations de Ghassan Faidi, Éditions Al Manar, Paris, 2019.
- Le veilleur, poèmes, Éditions du Cygne, Paris, 2019.
- La sève et les mots, poèmes avec des calligraphies de Ghani Alani, préface par André Miquel, Introduction par Isabelle Lagny, Éditions Voix d'encre, 2018.
- Contrejour amoureux, Dialogue poétique avec Isabelle Lagny, Éditions Le Nouvel Athanor, Paris, 2016.
- Je te rêve, poèmes, avec des illustrations de Sylvain Boisel, Éditions Pippa, Paris, 2015.
- Bagdad mon amour suivi de Bagdad à ciel ouvert, poèmes, nouvelle édition, Éditions Le Temps des Cerises, Paris, 2014.
- Poèmes et leur poussière, anthologie poétique en arabe, Éditions de la direction des Affaires culturelles de la Ville de Bagdad, Irak, 2013.
- Rebâtir les jours, Éditions Bruno Doucey, Paris, 2013.
- Bagdad-Jérusalem, à la lisière de l’incendie, avec Ronny Someck. Traduction Michel Eckhard Élial pour les textes en hébreu, Isabelle Lagny et Salah Al Hamdani pour les textes en arabe, Éditions Bruno Doucey, Paris, 2012.
- Saisons d’argile, avec des peintures de Yousif Naser, Éditions Al Manar, Paris, 2011.
- Le Balayeur du désert, traduction de l’arabe par l’auteur en collaboration avec Isabelle Lagny, Éditions Bruno Doucey, Paris, 2010.
- Bagdad mon amour, Éditions Écrits des Forges / L’idée bleue, Québec, 2008.
- Edition spéciale, poèmes, Maison de haute Normandie, 2008.
- Bagdad à ciel ouvert, Éditions Écrits des Forges / L’idée bleue, Québec, 2006.
- Bagdad mon amour, in Le cimetière des oiseaux, Editions de l'Aube, La Tour d’Aigues, 2003.
- J’ai vu, poèmes, traduction de l’arabe par l’auteur en collaboration avec Isabelle Lagny, Editions L’Harmattan, Paris, 2001.
- Au large de Douleur, Éditions L’Harmattan, Paris, 2000.
- Ce qu’il reste de lumière, Éditions L’Harmattan, Paris, 1999.
- L’Arrogance des jours, traduit de l’arabe par l’auteur en collaboration avec Isabelle Lagny, Éditions L’Harmattan, Paris, 1997.
- Mémoire de braise, traduit de l’arabe par l’auteur en collaboration avec Elizabeth Brunet, Éditions L’Harmattan, Paris, 1993.
- Le Doute, Éditions Caractères, Paris, 1992.
- Au-dessus de la table, un ciel, traduit de l’arabe par l’auteur en collaboration avec Elizabeth Brunet, Éditions L’Harmattan, Paris, 1988.
- Traces, traduit de l’arabe par l’auteur en collaboration avec Elizabeth Brunet, Publications Craies, Paris, 1985.
- Mémoire d’eau, traduit de l’arabe par l’auteur en collaboration avec Danielle Rolland et J.P. Chrétien-Goni, Éd Caractères, Paris, 1983.
- Les Hauts Matins, traduit de l’arabe par l’auteur en collaboration avec J.P. Chrétien-Goni, Éditions L’Escalier blanc, Paris, 1981.
- Gorges bédouines, traduit de l’arabe par Mohamed Aïouaz et Danielle Rolland, Éditions Le Cherche Midi, Paris, 1979.
- J’ai vu (en arabe), Éditions Alep-Syrie, 1997.
- Le Haut des jours (en arabe), Éditions Al Mada, Damas-Syrie, 1996.
- Dans la sécheresse l’eau (en arabe), Publications Craies, Bruxelles, 1993.
- Le nécrologue d’Ourouk (en arabe), Publications Craies, Paris, 1986.
- Fugitif de ma bouche no 2 (en arabe), Publications Craies, Paris, 1984.
- Fugitif de ma bouche no 1 (en arabe), Publications Craies, Paris, 1984.
- Promesse d’athéisme (en arabe), Publications Al Noqta no 11, Paris, 1983.

### Livres d’artistes
- Poèmes et lettre d’un exilé à sa mère, poèmes de Salah Al Hamdani, traduits de l’arabe (Irak) par l’auteur en collaboration avec Isabelle Lagny, avec des dessins de Danielle Loisel, Éditions Signum, Paris, 2024.
- Livre N°72 (livre d’artiste) poèmes en français avec peintures de Jost Schneider, Éditions Les Lieux Dits, 2021.
- Ma fleur noire, Livre d'artiste bilingue arabe-français, poèmes de Salah Al Hamdani traduits de l’arabe (Irak) par l’auteur et Isabelle Lagny avec des dessins de Faidi Ghassan, Éditions Al Manar, Paris, 2020.
- Liens retrouvés, (Livre d'artiste), poèmes en français de Salah Al Hamdani avec des dessins de Danielle Loisel, Éd Signum, Paris, 2020.
- Je te rêve, poèmes, avec des Typographies, illustrations et Publications de Claudie Lavergne-Bousquet, Pern, 2020.
- Bagdad-Bagdad, poèmes et récits (bilingue Français-Allemand) avec des photographies de Abbas Ali Abbas, Éditions Réciproques, Montauban, 2017.
- Âge de raison, poèmes avec des peintures de Martine Jaquemet, Publications Atelier, Lucinges, 2017.
- La Mère, avec des dessins de Danielle Loisel, Éditions Signum, Paris, 2015.
- La Mère, poème (bilingue français-arabe) avec des encres de Robert Lobet, Éditions La Margeride, Nîmes, 2013.
- Cette averse vient d’un autre nuage, poèmes avec des encres de Robert Lobet, Éditions La Margeride, Nîmes, 2012.
- Mirages, poèmes avec des peintures de Danielle Loisel, Éditions Signum, Paris, 2011.
- Longtemps après, poèmes, avec des typographies de Marie Renaudin, Publications Atelier, Rambouillet, 2011.
- Saisons d’argile, poèmes, bilingue français-anglais avec des peintures de Yousif Naser, Éditions Al Manar, Paris, 2011.
- Pluie de juillet, (bilingue français-italien) avec des dessins de Selim Abdullah, Éditions Sanlorenzo, Lugano, 2011.
- Une averse de loin, (bilingue français-arabe) avec des dessins de Lydia Padellec, Éditions La lune bleue, 2010.
- Sables, (français-arabe-hébreu) avec Marlena Braester et des encres de Robert Lobet, Éditions La Margeride, Nîmes, 2009.
- Poèmes de Bagdad, (bilingue français-arabe) avec des lithographies de Danielle Loisel, Éditions Signum, Paris, 2005.

### Nouvelles et récits
- Lettres à mon bien-aimé à Bagdad (Récits en arabe), Editions Dar El Ketab (La Maison du Livre à Tunis, 2023.
- A bout de souffle, sous un ciel sur le point de tomber (Récits en arabe), Editions Dar El Ketab (La Maison du Livre à Tunis, 2023.
- Le retour à Bagdad, récit, traduit de l’arabe par l’auteur et Isabelle Lagny, Éditions Daree Books, Canada, 2022.
- Le Retour à Bagdad, (récit en arabe), Éditions Daree Books, Canada. 2022.
- Applaudir le mirage avec une seule main, (Récits en arabe), Editions Dar El Ketab (La Maison du Livre à Tunis, 2021.
- Il n’y a personne là-bas, (Récits en arabe), Éditions Dar El Kamel, Allemagne, 2021
- Adieu mon tortionnaire, nouvelles et récits, traduit de l’arabe par l’auteur en collaboration avec Isabelle Lagny, Éditions Le Temps des Cerises, Paris, 2014.
- Le Retour à Bagdad, récit, traduit de l’arabe par l’auteur en collaboration avec Isabelle Lagny, Éditions Les Points sur les i, Paris, 2006.
- Le Cimetière des oiseaux suivi de La Traversée, nouvelles, traduit de l’arabe par l’auteur en collaboration avec Isabelle Lagny, Éditions L’Aube, La Tour d’Aigues, 2003.
- Une vie entre parenthèses (en arabe), récits, Éditions Al Mada, Damas, 2000.

### Anthologie personnelle en anglais
- Adieu Baghdad - memory and exile, poèmes choisis, traduits du français par Sonia Alland. Éditions Seagull Books London Limited, 2018.
- Baghdad mon amour (nouvelles, récits, roman et poésies choisis) traduction anglaise de Sonia Alland, Éditions Curbstone Press, New York, 2008.

### Sur Salah Al Hamdani
- Deux enfants de Bagdad de Gilles Rozier, entretiens avec Salah Al Hamdani et Ronny Someck, Éditions des Arènes, Paris, 2015.
- Bagdad-Paris, itinéraire d’un poète (documentaire de 55 minutes) d’Emmanuèle Lagrange. Productions LAHUIT, Paris, 2008[3].

### Poèmes Voix et musiques
- Un album audio : CD « Une saison d’exil » (2018) Salah Al Hamdani, (Poèmes dits par l’auteur) avec accompagnement musical extrait de l’album Gwenn Ha Du New Tone Jazz. Quartet (In the groove, 2003). Éditions Sous la lime, Paris, 2018.
- Un album audio : CD « Oublier Bagdad » (2015) poésie et musique avec Salah Al Hamdani, (poète et voix) et Arnaud Delpoux, (compositeur-interprète), Coup de Cœur de l’Académie Charles Cros pour la voix enregistrée en 2017[4].

### Poèmes au sein d’anthologies et d'ouvrages collectifs
- Voix Vives, de méditerranée en méditerranée, Éditions Bruno Doucey, Sète, 2020.
- Poésie du monde, Éditions du Cygne, Paris, 2020
- Du Feu que nous sommes, (Anthologie poétique), Abordo Éditions, Bordeaux, 2019
- L’autre Emoi... et Moi, choix de textes et Estampes et Typographie de Claudie Bousquet, imprimé à Bédrines par l’artiste, Pern (Lot), 2018.
- L'inaccessible, (Anthologie permanente), Éditions Le Nouvel Athanor, Paris, 2017
- 101 poèmes contre le racisme, Éditions Le Temps des Cerises, Paris, 2017
- Nous aimons la vie plus que vous n’aimez la mort ! Éditions Al Manar, Paris, 2016
- Lettres Nomades, Collectif - Éditions la contre allée, Lille, 2015
- Mennska í myrkrinu, Collectif-des poètes français du monde arabe, Anthologie Islandaise, Éditions Oddur, Reykjavik, 2014
- Le oui et le non, (Anthologie permanente), Éditions Le Nouvel Athanor, Paris, 2014
- Poezie şi necesitate, Collectif-poésie traduits en roumain. Editor: Fundaţia culturală poezia, 2014
- Quince poetas franceses contemporaneos, anthologie bilingue, Français espagnole traduit par Marie Jeanne, Éditions Libros del Aire, 2014
- 60 poèmes contre la haine, Éditions Material, Paris, 2014
- La poésie au cœur des arts, Éditions Bruno Doucey, Paris, 2014
- 116, poètes d’un autre monde, Éditions Unicité, 2013
- Ouvrir le XXIe siècle, 80 poètes québécois et français, Éditions Le Nouvel Athanor, Paris, 2013
- Poésie francophone, Collectif-Nice, 2013
- Voix Vives, de Méditerranée en Méditerranée, Éditions Bruno Doucey, Sète, 2012
- Enfances, Éditions Bruno Doucey, Paris, 2012
- Voyage au bout des doigts, Éditions de la Lune bleue, 2012
- Le mystère, (Anthologie permanente), Éditions Le Nouvel Athanor, Paris, 2012
- L’Athanor des poètes (Anthologie permanente), 1991-2011, Éditions Le Nouvel Athanor, Paris, 2011
- Nous, la multitude, Editions Le Temps des Cerises, Paris, 2011
- Et si le rouge n’existait pas, Éditions Le Temps des Cerises, Paris, 2010
- Voix Vives, de Méditerranée en Méditerranée, Éditions Encre et lumière, Sète, 2010
- Ailleurs "Épisode II" Une année en poésie, Éditions Musée Rimbaud, Charleville-Mézières, 2009
- L’attente, (Anthologie permanente), Éditions Le Nouvel Athanor, Paris, 2008
- Poésies de langue française 144 poètes d’aujourd’hui autour du monde, Éditions Seghers, Paris, 2008
- L’année poétique, Éditions Seghers, Paris, 2007
- Les plus beaux poèmes pour la paix, Éditions Le cherche midi, Paris, 2005

## Cinéma et télévision
- 1981 Rôle principal dans Stalryk, court métrage, réalisation de Jérôme Robert. Production : IDHEC
- 1981 Rôle dans Pétrole Pétrole, long métrage, réalisation de Christian Gino. Production : Joker films
- 1982 Rôle principal dans Un droit à qui ? Moyen long métrage, réalisation de Hamadi Kassem Larafa. Production : lNA
- 1982 Rôle dans Frances Laorens, téléfilm, réalisation de Philippe Durand. Production : FR3 Rennes
- 1983 Rôle dans Une étoile pour Napoléon, série télévisuelle, réalisation de Marion Sarrault. Production : A2
- 1983 Rôle dans Le grand péril, long métrage, réalisation d’Arnaud Desplechin. Production : IDHEC
- 1983 Rôle dans Rue barbare, long métrage, réalisation de Gilles Beat. Production : Films de la tour
- 1984 Rôle principal dans Il était une fois Beyrouth, court métrage, réalisation de Saad Salman. Production : La Boîte à Image
- 1984-1985 Rôle dans Sur les trottoirs de Saturne, long métrage, réalisation de Hugo Santiago
- 1984 Rôle dans Un thé au harem, long métrage, réalisation de Mehdi Charef. Production : Costa-Gavras
- 1985 Rôle dans Le quatrième pouvoir, long métrage, réalisation. Production : SFP
- 1985 Rôle principal dans Une pluie bleue, court métrage, réalisation et Production : Ibrahim Saleh et Sabine Chauvet
- 1985 Rôle dans Catherine, série télévisuelle, réalisation de Marion Sarrault. Production : SFP A2
- 1985 Rôle dans L’outrage aux mots, moyen long métrage, sur un texte poétique de Bernard Noël. Réalisation de Patrick Brunie. Production : La Boîte à Image
- 1989 Rôle dans Paroles d’otages, documentaire fiction TV, réalisation de Patrick Wilson. Production : IMA
- 1990 Rôle dans La milliardaire, téléfilm, réalisation et production : CLEA et A2
- 1992 Rôle de Nassif dans Le destin du docteur Calvet, série télévisuelle, réalisation et production : Sahara et TF1
- 2002 Collaboration aux dialogues et rôle dans Bagdad ON/OFF, long métrage/ documentaire fiction, réalisation de Saad Salman. Production : VDS Productions, France
- 2008 Bagdad-Paris, itinéraire d'un poète, avec et sur Salah Al Hamdani, (DVD) / Emmanuèle Lagrange, réalisateur - Paris : la Huit distribution
- 2012 Rôle principale dans L'Ombre du Grand Soir : Scénario et Réalisation : Fabio Caldironi

## Théâtre
- 1975-1978 Études d’art dramatique à l’Université Paris VIII et ateliers extra universitaires
- 1976-1978 Animation théâtrale et mise en scène de montages poétiques en Corse et à Paris
- 1979 Rôle d’Enkidou dans Gilgamesh épopée sumérienne. Mise en scène de Victor Garcia. Théâtre National de Chaillot, Paris
- 1981 Rôle du déterreur dans Le Déterreur de Mohammed Khaïr-Eddine. Mise en scène de Jacky Azencott. Théâtre d’en face, Paris
- 1981 Rôle d’Ahmed dans La Tour de la Défense de Copi. Mise en scène de Claude Confortes. Théâtre Fontaine, Paris
- 1985 Mise en scène, conception théâtrale et adaptation de poèmes pour la scène de Yannis Ritsos. Le Silence n’est pas Rose, il est Blanc. Théâtre Mandapa, Paris et Théâtre de Poche, Suisse
- 1986 Fondateur et directeur artistique de la troupe de Théâtre Huella en Espagne.
- 1986 Conception théâtrale et adaptation pour la scène de poèmes de Salah Al Hamdani. Mise en scène de El Hombre Rectangulo, Espagne. 1er prix de mise en scène au festival de Tarragone
- 1986 Mise en scène de Filosofia barata, philosophie en soldes. Écriture collective par la Troupe Huella, (Espagne)
- 1988 Rôle de Walid (rôle principal) dans Kofor Shama. Mise en scène de François Abou Salem au sein de la troupe El Hakawati-Théâtre palestinien de Jérusalem (tournée européenne)